# Vadim Kapranov
Vadim Pavlovich Kapranov (cirílico: Вадим Павлович Капранов) (Moscou, 26 de fevereiro de 1940 – 4 de junho de 2021) foi um basquetebolista e treinador russo que integrou a Seleção Soviética a qual conquistou a medalha de bronze nos XIX Jogos Olímpicos de Verão realizados na Cidade do México em 1968.
Entre os anos de 2001 e 2004, foi treinador da Seleção Russa de Basquetebol Feminino, com a qual ganhou o ouro na EuroBasket de 2003 e o bronze em Atenas 2004.
Kapranov morreu em Moscou no dia 4 de junho de 2021, aos 81 anos de idade, vítima da COVID-19.